# Труов кљунасти кит
Труов кљунасти кит (лат. Mesoplodon mirus, енгл. True's beaked whale, рус. Ремнезуб Тру) је врста сисара из инфрареда китова и породице Ziphiidae.

## Распрострањење
Врста је присутна у Аустралији, Бахамским острвима, Бермудским острвима, Бразилу, Ирској, Јужноафричкој Републици, Канади, Мадагаскару, Мароку, Мозамбику, Португалу, Сједињеним Америчким Државама, Уједињеном Краљевству, Француској и Шпанији.
ФАО рибарска подручја (енгл. FAO marine fishing areas) на којима је Труов кљунасти кит присутан су у северозападном Атлантику, североисточном Атлантику, западном централном Атлантику, југоисточном Атлантику и источном Индијском океану.

## Угроженост
Подаци о распрострањености Труовог кљунастог кита су недовољни.

### Популациони тренд
Популациони тренд је за ову врсту непознат.